# Anneaux de (10199) Chariclo

Vue d'artiste de Chariclo et de ses anneaux.

Le centaure (10199) Chariclo est entouré d'un système d'anneaux constitué de deux étroits anneaux denses de 7  et   3 kilomètres de large, séparés de seulement 14 kilomètres, à 391  et   405 kilomètres du centre de l'astéroïde respectivement.

## Découverte

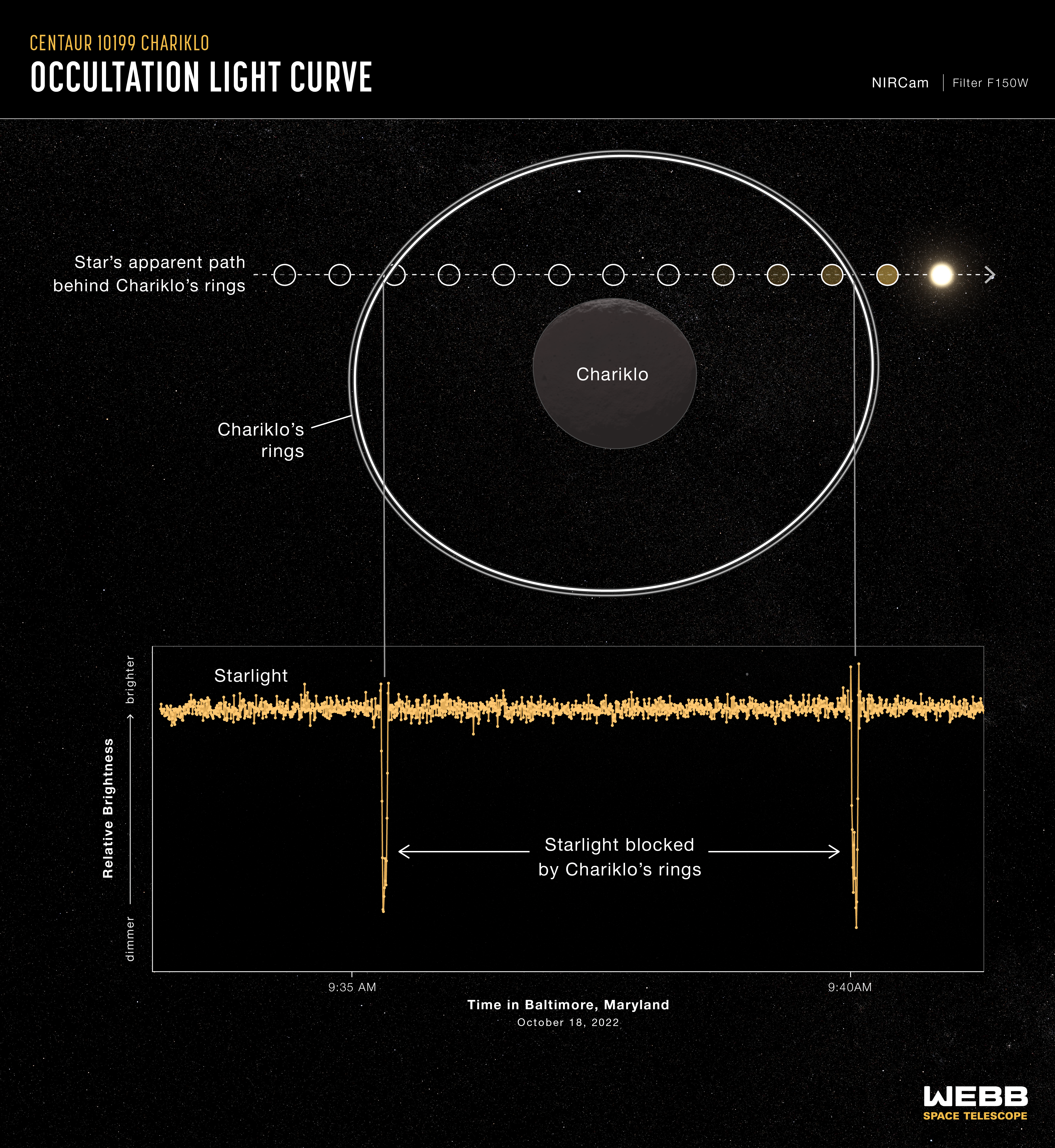
Occultation des anneaux le 18 octobre 2022.

Les deux anneaux ont été découverts grâce à l'observation par huit télescopes situés à sept endroits en Amérique du Sud, dont le télescope danois de 1,54 mètre et TRAPPIST situés à La Silla (partie de l'Observatoire européen austral) au Chili, de l'occultation de l'étoile 2UCAC 15096659, située dans la constellation du Scorpion, le 3 juin 2013. Lors de cet événement, la magnitude observée est passée de 14,7 (étoile + Chariclo) à 18,5 (Chariclo seul), soit une augmentation de magnitude de 3,8, ce qui équivaut à une baisse de luminosité d'un facteur 32,5, pendant environ 19,2 secondes. Cependant, cette principale baisse de luminosité a été accompagnée de quatre autres baisses intermédiaires, deux de quelques secondes avant l'événement principal et deux de quelques secondes après, de façon symétrique, signalant que quelque chose d'autre avait aussi partiellement occulté l'étoile. La symétrie des occultations secondaires et les multiples observations des différents sites terrestres ont permis de reconstituer la forme du compagnon occultant, révélant qu'il s'agit de deux anneaux.

## Particularités et intérêt de la découverte
Ces anneaux étaient, au moment de leur découverte, les seuls connus autour d'une planète mineure, tous les autres connus à l'époque se trouvant autour des quatre planètes géantes (Jupiter, Saturne, Uranus et Neptune). Avec ses 250 kilomètres de diamètre, Chariclo est ainsi le plus petit corps autour duquel des anneaux ont été trouvés. Cette découverte, annoncée officiellement le 26 mars 2014, était inattendue étant donné que jusqu'à présent on pensait que des anneaux ne pouvaient être stables qu'autour d'objets beaucoup plus massifs,,.

## Désignations
L'équipe ayant fait la découverte a désigné les anneaux sous les noms provisoires 2013C1R (désignation provisoire normalisée de l'UAI : R/2013 (10199) 1) et 2013 C2R (désignation provisoire UAI : R/2013 (10199) 2) et les a surnommés respectivement Oiapoque et Chuí d'après les rivières Oyapock (Oiapoque est la forme portugaise du nom) et Arroio Chuí qui forment les frontières côtières septentrionales et méridionales du Brésil. Ces noms font écho à l'expression « do Oiapoque ao Chuí », utilisée pour parler de tout le Brésil. Felipe Braga-Ribas, le premier auteur de l'article, est en effet brésilien. Les noms formels seront soumis à l'UAI à une date ultérieure.

## Anneaux
La largeur et la profondeur de C1R varie de 21 % et la variation pour C2R est peu significative au vu de la qualité des données. Des asymétries similaires ont été observées lors d'une occultation par les anneaux d'Uranus, qui sont à peu près aussi étroits.
| Nom provisoire | Surnom     | Rayon optique (km) | Largeur (km) | Profondeur optique |
| -------------- | ---------- | ------------------ | ------------ | ------------------ |
| (Chariclo)     | (Chariclo) | 124                |              | 1,0                |
| 2013C1R        | Oiapoque   | 396                | 7            | 0,4                |
| 2013C2R        | Chuí       | 405                | 3            | 0,06               |

## Origine
Les anneaux sont probablement les restes d'un disque de débris qui aurait pu se former à la suite d'un impact sur Chariclo, d'une collision avec ou entre une ou plusieurs lunes préexistantes, de la désintégration d'une ancienne lune sur une orbite rétrograde à cause des effets de marée ou de matériel relâché de la surface par l'activité cométaire ou par une rupture due à la rotation. Dans tous les cas, ils sont probablement confinés par de petites lunes (de l'ordre du kilomètre) situées dans les anneaux ou bergères de ces derniers ; on présume l'existence de ces lunes en raison de l'effet Poynting-Robertson.
L'orientation des anneaux est compatible avec le fait qu'ils étaient vus par la tranche depuis la Terre en 2008. Ceci explique probablement la baisse de luminosité de Chariclo observée entre 1997 et 2008 ainsi que la disparition progressive de la glace d'eau et d'autres matériaux du spectre pendant cette période, ce qui suggère que les anneaux sont composés au moins pour partie de glace d'eau.